# 대전 계족산성
대전 계족산성(大田 鷄足山城)은 대전광역시 대덕구 장동에 있는, 둘레는 1,200m 정도의 백제시대 석축산성이다. 1991년 10월 25일 대한민국의 사적 제355호 대덕계족산성으로 지정되었다가, 2011년 11월 28일 대전 계족산성으로 명칭이 변경되었다.

## 개요
대전지역에는 30여개의 산성이 있는데 그 중에서 가장 큰 산성으로 높이 423m의 계족산 위에 있는 테뫼형 산성이다. 현존하는 성벽의 안쪽 높이는 3.4m, 외벽 높이는 7m, 상부 너비는 3.7m이다. 금강 하류의 중요한 지점에 위치하고, 백제시대 토기 조각이 많이 출토되고 있어 백제의 옹산성(甕山城)으로 추정되고 있다. 계족산성은 문의와 청주로 가는 길목을 감시할 수 있고, 또한 보은, 옥천, 대전, 공주에 이르는 웅진도로를 감시할 수 있었다.
현재 산성 붕괴, 유실 부분과 산성 내부 연지 등의 복원사업이 진행 중이다.

## 역사
계족산과 식장산에 이르는 산지는 백제와 신라의 국경으로 백제의 산성이 많이 존재한다. 백제의 수도 웅진은 이곳으로부터 38km에 불과하여 이 산성들은 전략적으로 매우 중요하였다.
백제가 멸망한 뒤 백제부흥군이 이 산성을 근거로 한때 신라군의 진로를 차단시키기도 하였으며, 조선 말기에는 동학농민군의 근거지가 되기도 하였다. 성내에서 백제시대는 물론 신라 · 고려 · 조선시대의 토기와 자기 조각이 출토되고 있어 삼국시대부터 조선시대까지 계속 사용된 산성임을 알 수 있다.

## 유적
성내에 6개의 건물지가 확인되었고 남, 서, 동벽에 문이 있었을 것으로 추정한다. 성내에는 2개소의 우물지가 발견되었고, 남문이 있었던 자리에서 약 7ｍ가량 북쪽에 있는 봉우리에 봉수대와 그리고 저수지가 있었다.

### 서문터
서문터는 서벽에서 약간 북쪽으로 치우진 지점에 있다. 서벽은 계족산성에서 가장 높은 산 능선상의 바깥 비탈에 있다. 문터 바닥에는 황갈색 모래층 위에 납작한 판석을 깔았으며, 성 안쪽으로 이어져 있다. 서문의 바깥벽은 성벽이 밀리지 않게 2.5m 높이로 쌓은 기단보축 위에 쌓여져 있는 높이 5m 정도의 성벽 위에 문터 바닥면이 설치되어 있다. 서문터 바닥면에서 5개의 대형 주춧돌이 확인되어 이를 복원하면 전면 3칸, 측면 2칸의 문루가 있는 성문이 건축되었을 것으로 보인다. 서문터 조사 과정에서 백제 양식의 연꽃무늬 수막새기와(와당) 2점과 내면에 통쪽을 횡으로 묶은 굵은 선의 흔적와 돗자리 무늬 문양이 새겨진 백제 시대 평기와 조각이 많이 나와 문루가 있었음이 고고학적으로 뒷받침되고 있다. 또한 이것은 계족산성이 백제 시대에 쌓은 성리라는 것을 알려주는 근거 자료가 된다.

### 남문터

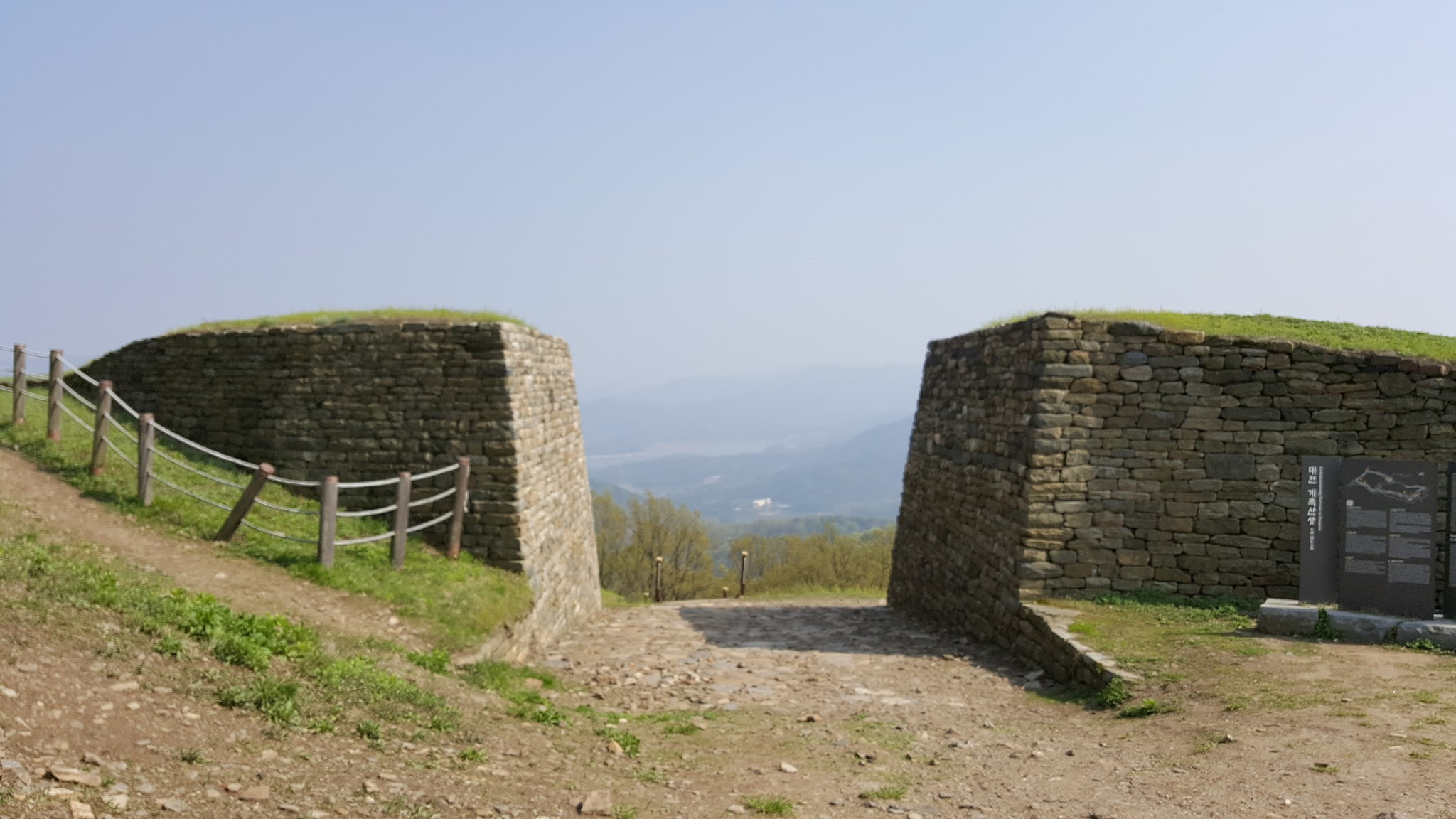
계족산성 남문

남문은 서쪽의 주 능선에서 동쪽으로 약간 비켜서 있는 어긋문 형태로 설치되었다. 1·2차 문터 바닥은 평편한 돌을 깔아 드나들 수 있도록 하였고, 그 아래에는 배수 시설이 있다. 1차 문터에는 남문으로 모여드는 물을 일단 모아서 배출하는 지름 1m 내외 깊이 60cm 정도 규모의 물을 모으는 시설(집수정, 集水井)이 있고, 2차 문터에는 덮개돌이 있는 배수로(암거형 배수로)가 확인되었다. 1차 문터는 2차 문터복다 50cm 정도 아래에 있고, 문터에서 성 내부 약 2.5m 지점까지 문터와 동일하게 평편한 돌을 깔아 놓았다.
남문터의 너비는 5.2m 정도이며, 양쪽 옆벽의 바닥면은 바위까지 노출시킨 뒤 성벽을 쌓았다. 남문터 동쪽 옆벽 바깥에는 2단, 서쪽 옆벽 바깥벽에는 3단의 석축을 보강하였다. 이와 같은 보강석축은 문터 옆벽을 보강하는 목적뿐만 아니라, 밖으로 현저히 돌출시켜 적의 동정을 살피고 성문을 방어하는 역할을 하였다.

### 봉수대
봉수란 밤에는 횃불로, 낮에는 연기로 변방의 긴급한 군사 정보를 중앙에 전달하는 군사 통신 제도이다. 우리나라의 봉수제가 군사적 목적으로 시행된 것은 삼군시대이나 봉수제도가 확립된 것을 고려 시대이다.
계족산 봉수는 경상도 방면에서 도착한 긴급한 소식을 청주와 충주로 연결하여 서울로 전달하는 역할을 하였다. 봉수대는 남문 내 능선 정상부에 있으며 길이 11m, 최대 너비 22.8m의 방호벽을 쌓고, 그 내부를 2구역으로 나누어 동쪽에는 11m, 너비 5.2~7.8m 규모로 평편 사다리꼴을 만들고 봉수 시설을 설치 하였으며, 중앙부에는 길이 12m, 너비 9.8m 규모의 내부 석축을 쌓아 연료 창고 및 봉수군들이 묵을 건물을 배치하였다. 내부 석축의 남쪽 중앙부에는 너비 1.3m, 길이 7.8m의 출입 시설이 남아 있었는데, 양쪽 석축 시설의 규모는 너비 1~1.8m, 높이 0.5~1.1m였다.

### 집수지
집수지는 산성 내 우물에서 넘쳐흐른 물과 빗물을 모아서 병사들이 마실 물과 화재때 방화수로 사용하고, 홍수 때에 계속에서 흘러내리는 물의 속도를 줄여서 성벽을 보호하기 위한 목적으로 쌓은 것이다.
집수지는 위가 열려 있기 때문에 처음 세울 때부터 사용하던 유물들이 들어가 있어, 산성의 내력을 알 수 있는 매우 중요한 고고학적 자료를 제공해 준다.
1차 집수지는 성벽과 함께 백제가 쌓은 것으로 규모는 남북 25m, 동서 5.2m이며, 북쪽은 급한 경사면에 접해 있기 때문에 수압 등 압력을 감안하여 반원형으로 쌓았다. 이는 이제까지 국내에서 확인된 집수지 중에서는 최대 규모이다. 2차 집수지는 신라가 쌓은 것으로 규모는 상부 너비가 남북 20m, 동서 8m이다. 바닥에서는 100개 이상의 백제 토기 조각과 기와 조각이 발견되어 고고학적으로 계족산성을 처음 쌓은 시기가 백제 시대라는 것이 명확하게 확인되었다.

### 곡성
치성은 성벽 밖으로 '凸'모양으로 돌출시켜 적이 성벽 밑으로 다가와 성돌을 깨거나 사다리를 타고 오르는 것을 막기 위한 목적으로 세운 것이다.
"화성성역의궤"에 '치성은 꿩이 제 몸은 숨기고 밖을 엿보기 잘하는 까닭에 이 모양에서 따온 것이다.'라고 하여 꿩 치(雉)를 쓴 이유를 설명하였다. 치성은 돌출된 것이 네모난 것을 '치성'이라 부르며, 둥근 것은 '곡성'이라고 부른다.
계족산성에는 1개의 곡성이 있다. 계족산성 동북으로 이어지는 능선은 적이 가장 접근하기 쉬운 지형이기 때문에 이에 대한 방어 목적으로 곡성을 세운 것이다.

### 건물터
계족산성 내부의 평탄면은 대체로 당시의 건물터로 파악되며, 9개의 건물터가 확인된다. 건물터는 두 개의 형태로 지어졌는데, 하나는 평탄한 지형 주변을 깎아내어 건물터를 지었고, 다른 하나는 외벽을 돌로 쌓고, 성돌과 산 경사면 사이에 흙으로 정교하게 다져서 쌓는 과정에서 성벽 내부에 평탄면을 형성하여 건물터를 지었다.
1997년에서 1998년까지 북벽 부근에 있는 제2건물터를 조사하였는데, 덮인 흙을 벗겨내자 바로 건물터의 구조(유구)가 드러났다. 이곳에서 담장과 건물 바닦을 비롯하여 문터, 계단 시설, 돌을 갈아 만든 길 등의 시설이 비교적 양호한 상태로 확인되었다. 처음 쌓은 후에 확장하여 고쳐 쌓은 건물 규모는 가로 15.8m, 세로 6.8m 크기에 정면 2~3칸, 측면 1칸의 구조인데, 온돌 구조가 정연하게 남아 있다. 이 건물터 내부에서 12세기에서 13세기까지의 청자 조각과 토기 조각들이 나와 고려 시대 건물터로 파악된다.

## 인근산성
계족산과 식장산 사이의 산지에는 16km의 거리에 13개 산성이 분포하고 있고, 계족산성과 질현성 사이에는 작은 보가 6개소가 있으며, 삼정동 산성 남쪽 50m에 1개의 보가 축조되어 있어 모두 20여개소의 산성과 보가 분포한다.
계족산성의 북북동 쪽 6km지점에 성치산성이 있고, 북쪽 1.3km지점에는 이현동 산성이 있다. 동남쪽으로 1.3km에는 견두산성이 있으며 장동 산디마을의 동북쪽 계족산성과 같은 산의 능선에 있는 장동산성(장동 산 75, 장동 산 59-1 일대)이 있다. 동북쪽에는 마산동 산성(녹동산성)이 있으며 마산동 산성의 북북서쪽엔 노고산성이 위치하고 있다. 백제 우술군의 읍치인 우술성이라고 추정하기도 하는 연축동 산성은 계족산성으로부터 서쪽으로 3 km 떨어져 있다.

## 참고 자료
- 대전 계족산성 - 국가유산청 국가유산포털